# Антисоциальность
Антисоциа́льность (от др.-греч. ἀντί- — против, и лат. sociālis — общественный) — отрицательное отношение к социальным нормам или стандартам поведения, стремление противодействовать им. В том числе и к традициям той или иной социальной группы людей.

## Описание
Антисоциальность отличается от асоциальности тем, что во втором случае индивид относится к социальным нормам с безразличием, отрицанием правильности и не стремится противодействовать им.
А. Л. Венгер отмечает, что «при асоциальности и, особенно, при антисоциальности, нередко наблюдается психопатоподобное поведение, характеризуемое импульсивностью, нарушением общепринятых норм».
Разумовская отмечает, что «наиболее опасная форма антисоциального поведения выражается в преступности», а также, что «антисоциальное поведение проявляется не только во внешней поведенческой стороне, но и в изменениях ценностных ориентации и представлений, то есть в деформации системы внутренней регуляции поведения личности».

## Качества антисоциального поведения
Ц. П. Короленко, Н. В. Дмитриева согласно DSM-IV выделяют следующие отрицательные качества лиц с антисоциальным поведением:
1. частые уходы из дома с невозвращением на ночь;
2. склонность к физическому насилию, драчливость с более слабыми сверстниками;
3. жестокость по отношению к другим и издевательство над животными;
4. сознательное повреждение собственности, принадлежащей другим;
5. целенаправленные поджоги;
6. частое враньё, вызываемое разнообразными причинами;
7. склонность к кражам и грабежам;
8. стремление к вовлечению лиц противоположного пола в насильственную сексуальную активность.

После 15-летнего возраста у носителей антисоциальных расстройств проявляются следующие признаки:
1. трудности в учёбе, связанные с неподготовкой домашних заданий;
2. трудности в производственной деятельности, связанные с тем, что такие лица часто не работают даже в тех случаях, когда работа доступна для них;
3. частые, необоснованные отсутствия в школе и на работе;
4. частые уходы с работы без реальных планов, связанных с дальнейшим трудоустройством;
5. несоответствие социальным нормам, антисоциальные действия, носящие уголовно-наказуемый характер;
6. раздражительность, агрессивность, проявляющиеся как по отношению к членам семьи (избиение собственных детей), так и по отношению к окружающим;
7. невыполнение своих финансовых обязательств (не отдают долги, не оказывают финансовой помощи нуждающимся родственникам);
8. отсутствие планирования своей жизни;
9. импульсивность, выражающаяся в переездах с места на место без ясной цели;
10. лживость;
11. отсутствие лояльности к окружающим со стремлением «свалить» вину на других, подвергнуть риску других, например, оставляя открытой электропроводку, опасную для жизни. Несоблюдение правил техники безопасности при работе, сопряженной с риском для жизни. Стремление к рискованному автовождению с подверганием риску других.
12. отсутствие активностей, связанных с заботой о собственных детях. Частые разводы.
13. отсутствие угрызений совести по поводу ущерба, нанесенного другим.
14. не представлены тревога и страх, поэтому они не боятся последствий своих действий.

Ц. П. Короленко, Н. В. Дмитриева отмечают, что стремление взрослых наказать лиц с антисоциальным поведением «сопровождается невыполняемыми обещаниями не повторять такого поведения».